# Parallelodontidae
Parallelodontidae zijn een familie van tweekleppigen uit de orde Arcida.

## Geslachten
- Cucullaria Conrad, 1869 †
- Parallelodon † Meek & Worthen, 1866
- Porterius B. L. Clark, 1925
- Siptionella Berezovsky, 2014 †